# Parafia św. Wojciecha Biskupa i Męczennika w Gawrzyjałkach
Parafia świętego Wojciecha Biskupa i Męczennika w Gawrzyjałkach – parafia rzymskokatolicka znajdująca się w archidiecezji warmińskiej, w dekanacie Rozogi.